# فراتر از لبه (فیلم ۲۰۱۸)
فراتر از لبه (به انگلیسی: Beyond the Edge) (روسی: За гранью реальности) یک فیلم سینمایی روسی در ژانر فانتزی اکشن محصول سال ۲۰۱۸ به کارگردانی الکساندر بوگوسلاوسکی است.

## داستان
داستان فیلم دربارهٔ مردی جوان و ماجراجو به نام مایکل است که یک تیم از افراد با استعداد را دور هم جمع می‌کند تا بتواند در یک مسابقه برنده شود. اما آنها طی این ماجراجویی یک رقیب سرسخت پیدا می‌کنند و…

## بازیگران
- Miloš Biković به عنوان مایکل
- آنتونیو باندراس نقش گوردون
- Lyubov Aksyonova [ru] به عنوان ورونیکا
- یوگی استیچکین به عنوان تونی
- یوری چورسین به عنوان کوین، هیپنوتیزم، عضو تیم کلاهبرداری مایکل
- Aristarkh Venes [ru] به عنوان اریک
- پتار زکاویکا به عنوان الکس
- Sergey Astakhov [ru] به عنوان ویکتور
- نیکیتا دیوبانوف به عنوان لئون
- الساندرا استار وارد به عنوان سرپرست زن

## فیلمبرداری
فیلمبرداری در فوریه و مارس سال ۲۰۱۶ به طول انجامید.